# 'Aïn Boucif
'Aïn Boucif är en ort i Algeriet.   Den ligger i provinsen Médéa, i den norra delen av landet, 100 km söder om huvudstaden Alger. 'Aïn Boucif ligger 1 123 meter över havet och antalet invånare är 11 989.
Terrängen runt 'Aïn Boucif är huvudsakligen kuperad, men åt sydväst är den platt.  Runt 'Aïn Boucif är det ganska tätbefolkat, med 108 invånare per kvadratkilometer. Det finns inga andra samhällen i närheten. Omgivningarna runt 'Aïn Boucif är i huvudsak ett öppet busklandskap.